# Cynorkis formosa
Cynorkis formosa är en orkidéart som beskrevs av Jean Marie Bosser. Cynorkis formosa ingår i släktet Cynorkis, och familjen orkidéer. Inga underarter finns listade i Catalogue of Life.